# Виланова дел Гебо
Вилано̀ва дел Гѐбо (на италиански: Villanova del Ghebbo; на венециански: Vilanova del Ghebo, Виланова дел Гебо) е село и община в Северна Италия, провинция Ровиго, регион Венето. Разположено е на 11 m надморска височина. Населението на общината е 2198 души (към 2012 г.).